# Psammoclema callosum
Psammoclema callosum är en svampdjursart som först beskrevs av Marshall 1880.  Psammoclema callosum ingår i släktet Psammoclema och familjen Chondropsidae. Inga underarter finns listade i Catalogue of Life.